# Kanton Saint-Sauveur
Kanton Saint-Sauveur (francouzsky Canton de Saint-Sauveur) je francouzský kanton v departementu Haute-Saône v regionu Franche-Comté. Tvoří ho 20 obcí.

## Obce kantonu
- Ailloncourt
- Baudoncourt
- Breuches
- Breuchotte
- Brotte-lès-Luxeuil
- La Chapelle-lès-Luxeuil
- La Corbière
- Citers
- Dambenoît-lès-Colombe
- Éhuns
- Esboz-Brest
- Froideconche
- Lantenot
- Linexert
- Magnivray
- Ormoiche
- Rignovelle
- Sainte-Marie-en-Chaux
- Saint-Sauveur
- Visoncourt